# بايرون دي لا بيكويذ
بايرون دي لا بيكويذ (بالإنجليزية: Byron De La Beckwith)‏ هو عسكري أمريكي، ولد في 9 نوفمبر 1920 في كولوسا في الولايات المتحدة، وتوفي في 21 يناير 2001 في جاكسون في الولايات المتحدة بسبب مرض قلبي وعائي.

## وصلات خارجية
- بايرون دي لا بيكويذ على موقع IMDb (الإنجليزية)